# Kan-O-Tex Service Station
O Kan-O-Tex Service Station em Galena, Kansas, Estados Unidos, é um posto de gasolina Kan-O-Tex que originalmente atendia aos motoristas da Rota 66 dos EUA em 1934. Atualmente, é uma loja de presentes, lanchonete e atração turística.

## História
A Rota 66 dos EUA foi designada em 1926; em 1929, Kansas e Illinois foram os primeiros a pavimentar completamente seus respectivos segmentos dessa rodovia. O Little's Service Station instalou seu posto de abastecimento de combustível.
O Little's Service Station instalou suas bombas de combustível no antigo local do Banks Hotel (demolido em 1933), na North Main Street, 119, em Galena; uma oficina de reparos de automóveis foi adicionada posteriormente. Antes de a Interstate 44 ser inaugurada na área em 1961, contornando totalmente o Kansas, a US Route 66 no Kansas era uma parte vibrante da "Mother Road", que ia de Chicago, Illinois, a Santa Mônica, Califórnia. Em 1979, a US Route 66 em Galena se tornou a "Mother Road".
Em 1979, a US 66 em Galena foi retirada de seu antigo alinhamento com a Main Street (que vinha do Missouri como Front Street, virava para o sul na Main Street e seguia a rota atual da K-66 até Riverton) e foi direcionada diretamente para a 7th Street, contornando a estação. A US 66 se tornaria a Kansas State Route 66 em 1985, mas a estação ficou vazia, fechada e em grande parte abandonada até sua restauração em 2007.

### Restauração
O posto de gasolina Kan-O-Tex ostenta a marca da antiga Kanotex Refining Company (1909-1953), uma marca de combustível regional, agora extinta, nomeada para Kansas, Oklahoma e Texas. O logotipo da Kan-O-Tex era um girassol do Kansas atrás de uma estrela de cinco pontas.
A estação abriga um caminhão de 1951 da International boom, no qual o personagem animado da Pixar, Tow Mater, foi baseado; Joe Ranft, um animador da Pixar, descobriu o caminhão durante uma viagem de pesquisa para o filme Carros. Em abril de 2011, uma equipe da Disney/Pixar retornou para entrevistar os proprietários da estação para o lançamento do DVD de Carros 2. Como o nome "Mater" é uma marca registrada da Disney, o caminhão original foi batizado de "Tater".
O posto foi restaurado em 2007 e renomeado como 4 Women on the Route. Após uma mudança de proprietário e a morte de um dos fundadores do 4 Women on the Route, foi renomeado novamente, tornando-se Cars on the Route, para enfatizar sua conexão com Carros. Localizado a sete quarteirões ao norte da atual (7th Street) Kansas Route 66, o posto mantém o design estético original das bombas de combustível e da fachada externa, mas coloca um balcão de almoço no estilo lanchonete no que antes seria o compartimento de serviço da garagem de reparos do posto. Ele funciona sazonalmente, fechando no inverno e reabrindo na primavera.